# Eduard Trieps

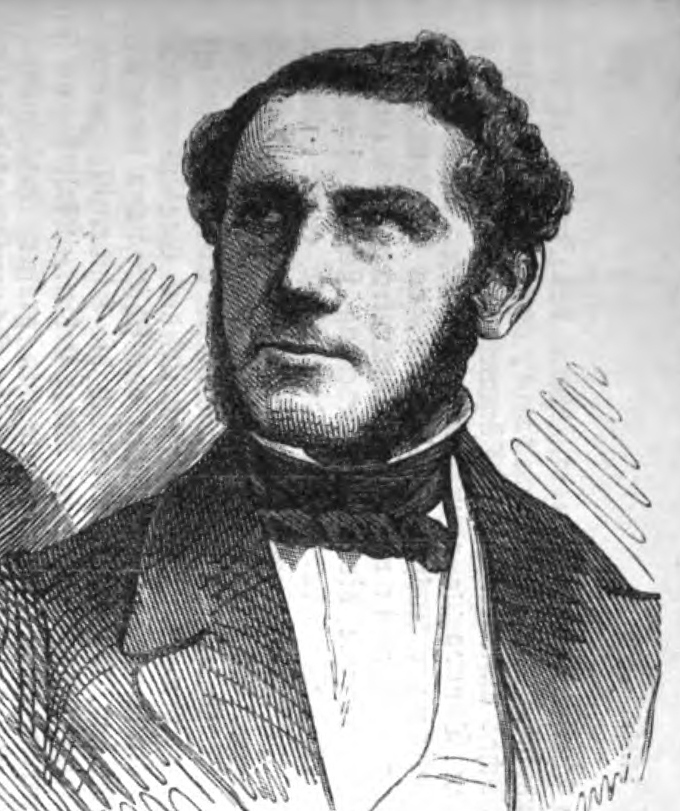
Eduard Trieps, 1862

Jakob Peter Eduard Trieps (* 31. März 1811 in Braunschweig; † 5. Juni 1884 ebenda) war ein deutscher Jurist und von 1874 bis 1881 braunschweigischer Staatsminister.

## Leben und Werk
Der Sohn eines Korbmachers fand aufgrund seiner Begabung Förderer, die ihm den Besuch des Gymnasiums ermöglichten. Er setzte von 1829 bis 1831 seine Ausbildung am Braunschweiger Collegium Carolinum fort. Trieps studierte anschließend bis 1834 Rechtswissenschaft in Jena und Göttingen. Während seines Studiums wurde er 1831 Renonce der Leipziger Burschenschaft und Mitglied der Jenaischen Burschenschaft/Arminia. Er arbeitete in Braunschweig als Notar. Der Promotion zum Dr. jur. 1837 folgte das mit Auszeichnung abgeschlossene zweite Staatsexamen. Am 10. Oktober 1839 heiratete er Auguste Daubert († 1859), die Tochter seines früheren Förderers. Er gab seine Rechtsanwaltspraxis bereits nach wenigen Jahren auf. 

### Politische Laufbahn
Im Jahre 1845 wurde Trieps in die Standesversammlung gewählt. Im März 1848 wurde er zusammen mit dem Juristen August Hollandt in das Vorparlament nach Frankfurt am Main gewählt. Vom Braunschweiger Stadtdirektor Wilhelm Bode war Trieps 1848 als Nachfolger vorgesehen, was durch den Protest August Hollandts verhindert wurde. Trieps wurde 1850 Obergerichtsrat am herzoglichen Oberlandesgericht in Wolfenbüttel. Im Jahre 1857 wurde er Deputierter der braunschweigischen Landesregierung in der Kommission des Deutschen Bundes zur Erarbeitung eines allgemeinen deutschen Handelsgesetzbuches in Nürnberg. Es folgte eine entsprechende Kommissionstätigkeit in Hamburg zur Beratung des Seerechts. Er wurde 1860 Obergerichtsrat in Hamburg und Vertreter der Freien- und Hansestadt bei der dritten Lesung des Allgemeinen Deutschen Handelsgesetzbuches (ADHGB). Nach seiner Rückkehr in das Herzogtum Braunschweig wurde er 1863 Obergerichtspräsident in Wolfenbüttel. Am 5. November 1874 folgte die Ernennung zum Wirklichen Geheimen Rat für Justiz und Kultus im braunschweigischen Staatsministerium. Hier wirkte er bei der Neuorganisation des Justizwesens mit und setzte sich für den Erhalt der Selbständigkeit des Oberlandesgerichts ein. Er war Verfasser des Regentschaftsgesetzes vom 16. Februar 1879, das die Regierungsverhältnisse nach dem Tod des erbenlosen Herzogs Wilhelm sicherstellen sollte. Im Jahre 1881 reichte er seinen Abschied als Minister ein, nachdem es mit seinen Kabinettskollegen über die Frage, ob man als Regierungsmitglied nur für sein eigenes Ressort zuständig sei, zu Meinungsverschiedenheiten gekommen war.
Trieps starb 1884 und wurde in Wolfenbüttel neben seiner Frau beigesetzt.